# Périphote

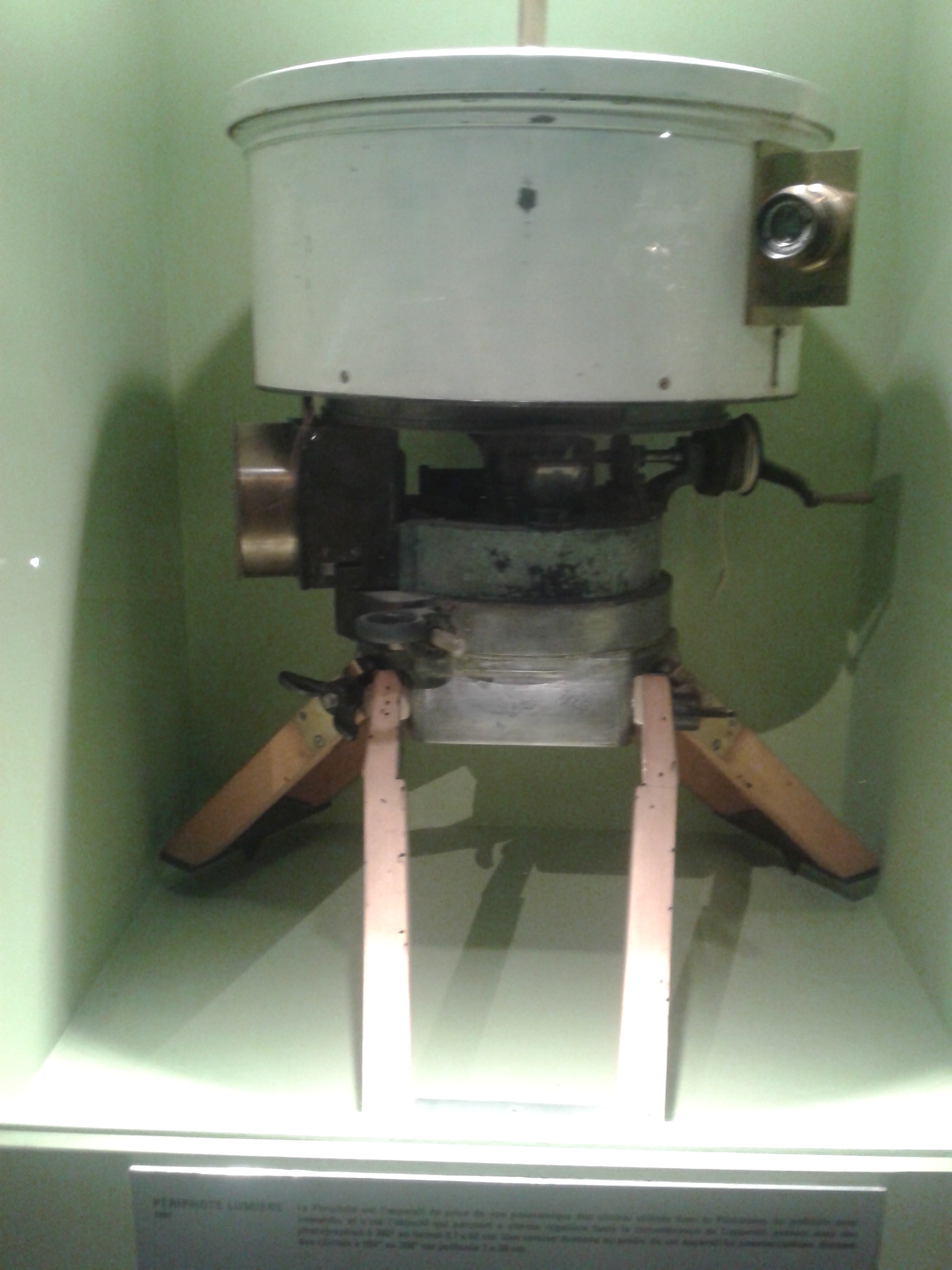
Périphote dels Lumière

El périphote es un aparell fotogràfic per prendre panoràmiques concebut per Auguste i Louis Lumière, patentat el 1900.
Una pel·lícula fotosensible de 7 × 38 cm era enrotllada al voltant d'una caixa de forma cilíndrica, i un objectiu col·locat a la perifèria efectuava una rotació de 360°. L'horitzó complet podia ser fotografiat així en una única tira fotogràfica, que seria projectada a continuació sobre una pantalla cilíndrica, gràcies al Fotorama.

## Funcionament
El tambor cilíndric era posat en moviment sobre el seu eix per mitjà d'un mecanisme de rellotgeria. Aquest tambor portava a l'exterior un objectiu proveït d'un mirall que es recol·locova. Un obturador destapava l'objectiu durant una volta completa de l'aparell i el tancava immediatament després d'assolir la volta.. Per fer una fotografia, seria suficient disposar l'aparell al centre del panorama de fotografies, i de fer-lo girar a la velocitat que convingués. Després del desenvolupament dels passos necessaris, s'obtenia una image perfectament neta i continua del paisatge del voltant". Tot seguit es podien projectar les imatges amb un aparell (anomenat "Fotorama") amb dotze objectius.
Com que la bobina podia suportar uns 15 metres de tires i la circumferència del tambor era de al voltant de 65 centímetres, es podia, sense entrar al laboratori, obtenir unes 20 vistes panoramiques diferents. Però seria impossible d'enrotllar exactament la part impressionada, ja que no hi ha cap element a l'exterior que permeti de saber la quantitat de tira enrotllada. Per tant, tindríem una tira amb les següents característiques: la tira sensible porta els 70 centímetres a enrotllar, una perforació rectangular; la peça codificada amb una F que portava en un extrem un dit capaç de travessar aquesta perforació al moment en què el forat es presentés devant seu.
Aquest aparell seria utilitzat diversos mesos pels Lumière i donaria excel·lents resultats; les imatges són perfectament netes.